# Abuela de verano
Ne doit pas être confondu avec Abuela ou Verano.
Abuela de verano (en français : Grand-mère d'été) est une série espagnole de télévision, émise par la TVE en 2005, du genre de la comédie dramatique, réalisée autour de l'actrice Rosa María Sardà.
La série est inspirée de l'œuvre littéraire Diario de una abuela de verano de l'autrice catalane Rosa Regàs.

## Scénario
Eva Saguès (jouée par l'actrice Rosa María Sardà) est une femme séparée et moderne qui fait face aux relations familiales complexes avec ses cinq enfants et douze petits-enfants, qu'elle accueille durant les vacances d'été dans sa maison catalane de la campagne de l'Empordà.

## Distribution
- Rosa María Sardà : Eva Sagués, la matriarche;
- Elvira Mínguez : Carmen, qui travaille dans la maison;
- Maite Jáuregui :Teresa, fille de 19 ans de Carmen;
- Gorka Lasaosa : Roger, fiancé de Teresa;
- Abdel Aziz Le Mountassir : Abdel, qui travaille dans la maison;
- Blanca Martínez : Mercedes, cuisinière de la maison;
- Blanca Apilánez : Cristina, fille d'Eva;
- Jordi Bosch : Álex, gendre d'Eva;
- Adriana Torrebejano : Aurora, petite-fille d'Eva.
- Daniel Casadellà : Diego, petit-fils d'Eva;
- Amanda Maestre : Katia, petite-fille d'Eva;
- Xavi Mira : Alberto, fils d'Eva;
- Laura Jou : Ana, belle-fille d'Eva;
- Álvaro Cervantes : Bioy, petit-fils d'Eva;
- Pau Poch : Gustavo, petit-fils d'Eva.
- Elena Guerrero : Leonor, petite-fille d'Eva.
- Marc Martínez : Ernesto, fils d'Eva et frère jumeau de Laia;
- Ana Rayon : Paula, belle-fille d'Eva;
- Denise Maestre : Choral, petite-fille d'Eva;
- Ester Vázquez Burgés : Julia, petite-fille d'Eva;
- Laura Mañá : Laia, fille d'Eva et sœur jumelle d'Ernesto.
- Gemma Lozano : Feli, petite-fille d'Eva;
- Álex Carmona : Iñaki, petit-fils d'Eva;
- Pol Mainat Sardá : Joel, fils d'Eva;
- Nur Levi : Nuri, belle-fille d'Eva;
- Óscar Casas : Miguel, petit-fils d'Eva;
- Albert Espinosa : Helio/Docteur Utrera, médecin de la famille;
- Mercè Pons : Dora, la voisine d'Eva.